# Bobovište (Czarnogóra)
Bobovište (cyr. Бобовиште) – wieś w Czarnogórze, w gminie Bar. W 2011 roku liczyła 181 mieszkańców.